# Fryderyk III (margrabia Badenii)
Fryderyk III (zm. 2 września 1353 r.) – margrabia Badenii z rodu Zähringen.

## Życiorys
Fryderyk był starszym synem margrabiego Badenii Rudolfa IV i Marii, córki Fryderyka I, hrabiego Oettingen. Jego żoną została Małgorzata, córka jego kuzyna Rudolfa Hesso (jej siostra Adelajda poślubiła brata Fryderyka). Miał z tego małżeństwa dwoje dzieci: syna i następcę Rudolfa VI oraz córkę Małgorzatę, żonę Joffrida II, hrabiego Leiningen, a następnie Henryka, hrabiego Lützelstein.